# Akademgorodok

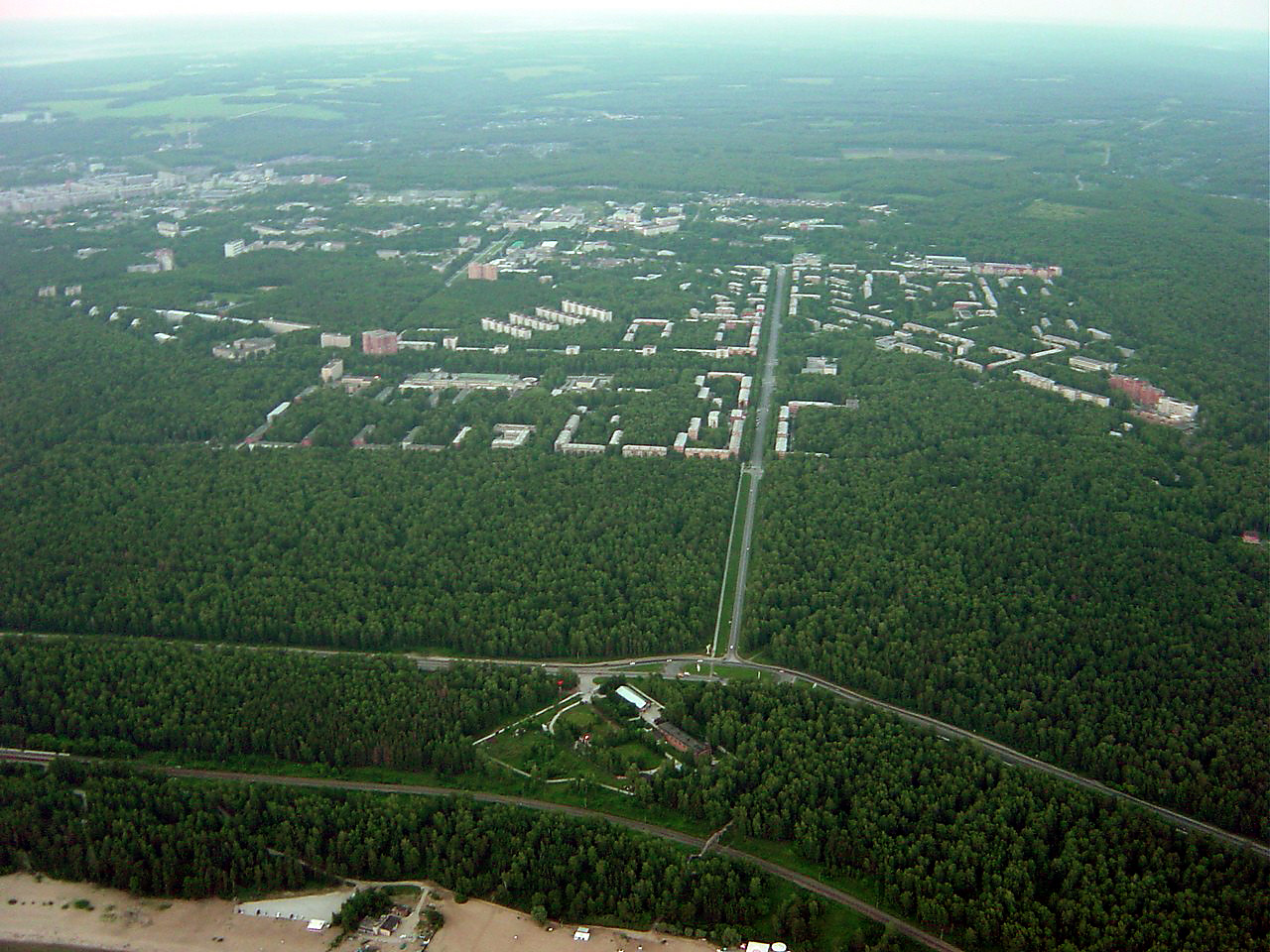
Vy över Akademgorodok.

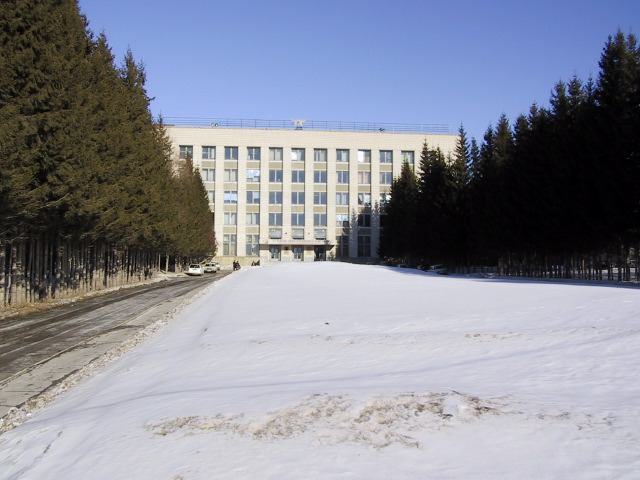

Akademgorodok (ryska: Академгородок) är en rysk universitetsstad i anslutning till Novosibirsk.